# Habitatge al carrer Creu Roja, 10 (Ripollet)
Habitatge al carrer Creu Roja, 10 és una obra de Ripollet (Vallés Occidental) inclosa a l'Inventari del Patrimoni Arquitectònic de Catalunya.

## Descripció
Habitatge unifamiliar entre mitgeres, dividit verticalment en tres cossos i horitzontalment en dos pisos. A la planta baixa, modificada en l'actualitat, hi ha tres obertures rectangulars;dues d'elles conserven l'emmarcament geomètric de la part superior. El primer pis té tres balcons amb obertures rectangulars de la mateixa tipologia. El conjunt es corona amb cornisa i frontó triangular centrat, amb la inscripció "1899" i les inicials del primer propietari. La coberta és de teula a dues vessants.

## Història
Edifici bastit a les darreries del segle xix, segons la inscripció que apareix al timpà superior de la façana (1899).